# Dušan Ristić
Dušan Ristić (in serbo Душан Ристић?; Novi Sad, 27 novembre 1995) è un cestista serbo.

## Carriera
Con la Serbia ha disputato i Campionati europei del 2022.

## Palmarès

### Competizioni nazionali
- Campionato serbo: 1

Stella Rossa: 2018-19
- Campionato kazako: 1

Astana: 2019-20

### Competizioni internazionali
- Lega Adriatica: 1

Stella Rossa: 2018-19
- Supercoppa di Lega Adriatica: 1

Stella Rossa: 2018